# Utbildning i Malaysia
Utbildning i Malaysia är övervakat av två federala ministerier, utbildningsministeriet (Kementerian Pelajaran) och ministeriet för högre utbildning (Kementerian Pengajian Tinggi). Utbildningsministeriet ansvarar för all grundutbildning, från förskolan till och med gymnasiet. Ministeriet för högre utbildning ansvarar för utbildning på högskole och universitetsnivå. Förutom att landets utbildningsväsen är ett ansvarsområde för den federala regeringen har också varje delstat ansvar och egna utbildningsdepartement. Den lag som mer än andra anger ramarna för utbildning i landet är "Education Act of 1996".

## Historik
Utvecklingen av sekulära skolor i Malaysia skedde under den brittiska kolonialregeringen. 

## Förskolan
Det finns inga bestämda lagar för när förskoleutbildning måste starta, men de flesta familjer låter barnet börja i förskolan då det fyller fem år. Dock är det också möjligt att börja tidigare, från tre år. Oftast går barnen omkring två år i förskolan, innan de går vidare till grundskolan vid sju års ålder. 